# Chrysina schusteri
Chrysina schusteri är en skalbaggsart som beskrevs av Jorge Sierra, María J. Cano och Bailey 1999. Chrysina schusteri ingår i släktet Chrysina och familjen Rutelidae. Inga underarter finns listade i Catalogue of Life.